# Chintamanipalli, Srinivaspur
Chintamanipalli là một làng thuộc tehsil Srinivaspur, huyện Kolar, bang Karnataka, Ấn Độ.